# Aniela (serial telewizyjny)
Aniela (tytuł roboczy: Osiedle) – polski serial telewizyjny w reżyserii Jakuba Piątka i Kuby Czekaja, udostępniony 11 czerwca 2025 na platformie VOD Netflix. Serial został współfinansowany przez Polski Instytut Sztuki Filmowej.

## Fabuła
Aniela Krajewska (Małgorzata Kożuchowska) po głośnej aferze i ugodzeniu nożem podczas imprezy własnego męża, Jana (Jacek Poniedziałek) w wyniku kłótni, w konsekwencji zmuszona jest porzucić swoje dotychczasowe luksusowe życie i przeprowadza się do niewielkiego mieszkania w bloku na osiedlu Przyczółek Grochowski na warszawskiej Pradze-Południe. Próbując dostosować się do nowej rzeczywistości, planuje zemstę na niewiernym małżonku i odzyskanie prawa do opieki nad córką Łucją (Lila Vasina) oraz odbudowanie jej zaufania.

## Obsada

### Główna
- Małgorzata Kożuchowska – Aniela Krajewska
- Jacek Poniedziałek – Jan Krajewski, mąż Anieli
- Lila Vasina – Łucja Krajewska, córka Anieli i Jana
- Cezary Pazura – Marecki
- Filip Pławiak – „Armani”
- Gabriela Muskała – Ewa/Edyta (podwójna rola)
- Renata Dancewicz – Zofia Leszczyńska
- Natalia Pitry – Lena
- Anita Szepelska – Viola
- Antoni Sztaba – „Banan”
- Alona Szostak – Layla
- Monika Frajczyk – Oliwka
- Maja Kowalska – Marysia
- Rozalia Rusak – Maja
- Sebastian Pawlak – Arkadiusz
- Jerzy Bończak – Kruszona

### Drugoplanowa i epizodyczna
- Karolina Gorczyca – Ola
- Aleksandra Kisio – Karolina
- Beata Ścibakówna – Martyna
- Sara Celler-Jezierska – Kaja
- Joanna Gonschorek – sędzia
- Mikołaj Woubishet – kierowca ubera
- Bartosz Żukowski – łysy sąsiad
- Andrzej Kłak – śledczy
- Emilia Piech – śledcza
- Magdalena Osińska – Pekin
- Alicja Wieniawa-Narkiewicz – ultrafanka „Banana”
- Mikołaj Chroboczek – mężczyzna w autobusie
- Maciej Kosiacki – Alan
- Tomasz Schimscheiner – Mariusz
- Magdalena Maścianica – ekspedientka w butiku
- Hubert Łapacz – Hubert, uczeń Anieli
- Nataniel Pągowski – Patryk, uczeń Anieli
- Karol Bernacki – policjant Mariusz
- Agnieszka Niwińska – pisarka
- Michał Michalski – Krystian
- Michał Burdan – Damian
- Kamil Szklany – ziomek na bramce
- Bartłomiej Magdziarz – inwestor
- Marcin Bubółka – kasjer w banku
- Paweł Mitrowski – kierowca taksówki

## Odcinki
| Odcinek | Tytuł                  | Reżyseria    | Scenariusz     | Premiera (Netflix) |
| ------- | ---------------------- | ------------ | -------------- | ------------------ |
|         |                        |              |                |                    |
| 1       | Mój mąż debil          | Jakub Piątek | Paweł Demirski | 11 czerwca 2025    |
|         |                        |              |                |                    |
| 2       | Dieta klasy pracującej | Jakub Piątek | Paweł Demirski | 11 czerwca 2025    |
|         |                        |              |                |                    |
| 3       | Blok czekoladowy       | Jakub Piątek | Paweł Demirski | 11 czerwca 2025    |
|         |                        |              |                |                    |
| 4       | Odgrzewane kotlety     | Jakub Piątek | Paweł Demirski | 11 czerwca 2025    |
|         |                        |              |                |                    |
| 5       | Nastroje rezygnacyjne  | Kuba Czekaj  | Paweł Demirski | 11 czerwca 2025    |
|         |                        |              |                |                    |
| 6       | Jakżeż ja się uspokoję | Kuba Czekaj  | Paweł Demirski | 11 czerwca 2025    |
|         |                        |              |                |                    |
| 7       | Amore                  | Kuba Czekaj  | Paweł Demirski | 11 czerwca 2025    |
|         |                        |              |                |                    |
| 8       | Real talk              | Kuba Czekaj  | Paweł Demirski | 11 czerwca 2025    |
|         |                        |              |                |                    |